# Nadabius trilobus
Nadabius trilobus är en mångfotingart som först beskrevs av Charles Harvey Bollman 1887.  Nadabius trilobus ingår i släktet Nadabius och familjen stenkrypare. Inga underarter finns listade i Catalogue of Life.